# Epiactis prolifera
Epiactis prolifera is een zeeanemonensoort uit de familie Actiniidae.
Epiactis prolifera is voor het eerst wetenschappelijk beschreven door Verrill in 1869.